# Nicolas Le Vitrier
 (septembre 2022).
Nicolas Le Vitrier, né au XIIIe siècle et mort le 30 octobre 1363, est un bénédictin français, vingt-neuvième abbé du Mont Saint-Michel, de 1335 à 1363.
Originaire du Mont Saint-Michel, Nicolas Le Vitrier, prieur claustral de l’abbaye, fut le successeur que donnèrent les suffrages de ses frères à Jean de La Porte. Ses religieux, vêtus de chapes, descendirent processionnellement le recevoir jusqu’aux portes de leur monastère, à son retour d’Avranches, où la bénédiction pastorale lui avait été administrée par Jean Haulefrëne, alors évêque de ce siège.
D’un caractère violent, cet abbé était loin de posséder les qualités propres à rappeler dans ce cloître le calme et la discipline monastiques qu’en avaient éloignés, durant les dernières années de l’administration précédente, le tumulte et les préoccupations de la guerre franco-anglaise : avec la tranquillité intérieure s’étaient également exilées de ces lieux l’étude et les connaissances qui en avaient fait la gloire dans les siècles précédents.
Aussi, le commissaire du souverain pontife dans les cloitres de Normandie et de Touraine, Simon, abbé de Noirmoutier, ordonna-t-il, entre autres prescriptions dans la visite qu’il fit de ce moutier en 1337, que deux des moines seraient envoyés à Caen ou à Paris, aux frais de la maison, pour y étudier les sciences divines et humaines, et rallumer dans ce monastère les lumières que les précédents désordres y avaient éteints. Afin d’assurer plus complètement l’efficacité de celte mesure, il fixa la part contributive de chaque prieuré dans les frais de cette éducation.
Les abbés des deux provinces s’étant réunis en synode au mois de juin de la même année, dans la salle capitulaire de Saint-Pierre-de-la-Cousture, Nicolas Le Vitrier y soumit à leur examen le rôle des revenus de son abbaye, et soutint que les pertes et les dépenses qu’occasionnaient le site de son monastère et la difficulté de l’accès, ne pouvaient permettre d’entretenir un couvent plus nombreux que les quarante moines qui formaient habituellement sa communauté. Un des statuts, qui furent adoptés par cette assemblée, faisait défense aux religieux isolés de se faire accompagner par des séculiers à cheval, à moins que les éventualités de la guerre ne missent en péril leurs personnes ou leurs biens.
La réforme, dont cette réunion de prélats et l’inspection précédente avaient fait concevoir l’espérance, ne produisit pas tous ses fruits. Une partie des abus qui avaient pris racine dans les cloitres résistèrent à la répression de ces règlements. Les tendances des abbés à se constituer des intérêts indépendants au milieu des propriétés communes, reçurent même, peu après ce synode, leur première réalisation dans le couvent du Mont Saint Michel. C’est à cette époque qu’y fut fondée la mense abbatiale : par une transaction intervenue entre Nicolas Le Vitrier et ses religieux, il leur abandonna le total des offrandes de l’église, moyennant 100 livres annuelles ; d’autres accords consacrèrent encore, en la réglant, cette rivalité d’intérêts.
Les adversités dont était menacé le Mont ne tardèrent pas à distraire l’attention des moines de ces discussions intérieures. L’année 1346 vit la guerre éclater avec fureur sur cette plage. Édouard III, roi d’Angleterre, ayant réuni ses efforts contre la France aux partisans de Jean de Montfort, duc de Bretagne, Thomas d’Agonie et Renaud de Gobeben, capitaines anglais, livrèrent les campagnes de l’Avranchin au meurtre et à l’incendie.
Au milieu de ces calamités anglo-bretonnes, Guillaume Paysnel, sire de Hambie, qui avait succédé à Guillaume de Merle dans le commandement de cette partie du littoral, voulut, au mépris de la décision des commissaires royaux, faire payer des deniers de l’abbaye les soldats qui formaient alors la garnison du Mont Saint Michel, sous les ordres du capitaine Robert de Braye : ses prétentions échouèrent contre la fermeté de l’abbé. Le prélat ayant déféré cette contestation au roi Philippe VI, ce prince fit défense à ses officiers, par lettres des 2 juillet et août 1347, d’inquiéter en rien les religieux de cette abbaye, leur enjoignant même la restitution de tout ce qu’ils pouvaient avoir exigé sur les biens de la communauté. Robert Bertrand, sire de Bricquebec, successeur de Guillaume Paysnel, adressa lui-même, le 29 novembre 1348, à Nicolas Le Vitrier une lettre en exécution de ces ordonnances; Jean, archevêque de Rouen et lieutenant-général de la Normandie, confirma ces exemptions en 1350.
La foudre, qui ne cessait de frapper les édifices que le zèle des religieux relevait toujours, éclata de nouveau cette année sur le monastère, renversant une partie des bâtiments où ses derniers ravages étaient à peine effacés. Toutes les matières combustibles, couvertures, charpentes, etc., furent réduites en cendres. Profondément affligés de ce désastre, l’abbé et ses moines songèrent aussitôt à le réparer. Quelque difficulté que l’exécution de ce projet rencontrât dans ces circonstances, les travaux en furent embrassés et poursuivis avec un zèle qui triompha de tous les obstacles. Nicolas Le Vitrier semblait multiplier ses ressources : dans son ardeur, il s’affranchit de la présence d’une garnison à laquelle il suppléait par le personnel de ses vassaux et de son abbaye.
Le courage et le dévouement de l’abbé Le Vitrier obtinrent les résultats les plus heureux. Les bâtiments du monastère furent restaurés avec une rapidité surprenante. Charles V, alors seulement duc de Normandie, voulant récompenser la valeur avec laquelle cet abbé défendait ce point important dans un pays ravagé par l’ennemi, l’en nomma capitaine par lettres du 27 janvier 1358, ratifiées le 25 décembre suivant. D’autres lettres, qu’il obtint plus tard des rois de France, assujettirent les habitants des paroisses de Huisnes, de Beauvoir, d’Ardevon et des Pas, à venir faire le guet sur le Mont Saint Michel, et affranchirent, en conséquence, ces populations de la réquisition des capitaines de Pontorson, de Beuvron et autres lieux.
L’agitation de la prélature de Nicolas Le Vitrier ne l’empêcha pas de solliciter et d’obtenir des papes Clément VI et Urbain V, des bulles confirmatives des biens et privilèges de son monastère, que ces lettres plaçaient sous la protection spéciale du Saint-Siège. Plusieurs des manuscrits, reliés sous le numéro quatorze de la bibliothèque d’Avranches, ont été rédigés par ses soins. Les chroniqueurs signalent l’exactitude avec laquelle il entretenait, dans le meilleur état de conservation, les bâtiments de son abbaye ; Don Huynes assure qu’il en développa le temporel par quelques acquisitions : il fit plusieurs transactions pour en augmenter les revenus. D’accord avec ses religieux, il concéda a Guillaume Pinchon, archidiacre d’Avranches, pour une rente dé 6 livres, un manoir situé dans la paroisse de Saint-Saturnin, sur la route conduisant du village de Percy à l’église Saint-Gervais. Il nomma Guillaume de Lor son sénéchal dans l’ile de Jersey.
À sa mort, il fut inhumé dans l’église abbatiale de son moutier.